# Pierre Vincent Xambeu
Pierre Joseph Vincent Xambeu (katalanisch Pere Josep Vicenç Xambeu i Avillach, geboren am 10. Februar 1837 in Prades, Département Pyrénées-Orientales; gestorben am 9. Juni 1917 ebendort) war ein französischer Offizier und Entomologe, der sich insbesondere mit der Erforschung der Käfer und ihrer Larvenstadien befasste.

## Leben
Pierre Vincent Xambeu wurde 1837 in der nordkatalanischen Stadt Prades als Sohn von Josep Xambeu und Elisabet Avillach geboren. Im Alter von achtzehn Jahren trat er in die französische Armee ein, in der er bis 1887 diente und den Rang eines Hauptmanns erreichte.
Als Entomologe befasste sich Xambeu vor allem mit der Metamorphose der Käfer. Daneben verfasste er ein Faunenverzeichnis der Gegend um seine Heimatstadt Ria und ein weiteres für die Insektenfauna des Département Pyrénées-Orientales. Dort entdeckte er auch den Skorpion Belisarius xambeui, der 1879 von Eugène Simon beschrieben und Xambeu gewidmet wurde. Xambeu beschrieb mehrere neue Arten und war einer der bekanntesten Entomologen seiner Zeit. Seine umfangreiche Sammlung von Bockkäfern aus aller Welt wurde zunächst von dem Entomologen Maurice Pic in seine eigene Sammlung übernommen und kam nach dessen Tod an das Muséum national d’histoire naturelle in Paris.

## Auszeichnungen
Xambeu wurde 1876 Ritter der Ehrenlegion. Für sein von 1892 bis 1915 in zahlreichen Lieferungen veröffentlichtes Werk Moeurs et métamorphoses des Insectes wurde Xambeu 1899 von der Société entomologique de France der renommierte Prix Jean Dollfus verliehen.

## Dedikationsnamen (Auswahl)
- Belisarius xambeui (Simon, 1879), ein Skorpion der Pyrenäen;
- Isereus xambeui (Argod-Vallon, 1885), ein Käfer der Familie Leiodidae;
- Ploiaria xambeui (Montaxidon, 1885), eine Raubwanze;
- Tychobythinus xambeui xambeui (Guillebeau, 1888), ein Kurzflügler;
- Arachnophaga (Parasolindenia) xambeui (Giard, 1900), eine Erzwespe;
- Eupelmus xambeui (Giard, 1900), eine Erzwespe;

## Veröffentlichungen (Auswahl)
Xambeu veröffentlichte mehr als 50 entomologische Arbeiten, die meisten als Aufsätze in entomologischen Fachzeitschriften. Dabei trat er als Autor unter den Namen Pierre Xambeu, Vincent Xambeu und Capitaine Xambeu in Erscheinung.
- Vincent Xambeu: Moeurs et métamorphoses des Insectes. 17 Bände. Caen, Lyon, Paris u. a., 1892–1915.
- Vincent Xambeu: Catalogue de la faune des environs de Ria. Notes explicatives. Ria, 1901.
- Vincent Xambeu: Faune entomologique des Pyrénées-Orientales. Moulins, 1903–1908.